# Lampona kapalga
Lampona kapalga är en spindelart som beskrevs av Norman I. Platnick 2000. Lampona kapalga ingår i släktet Lampona och familjen Lamponidae. Inga underarter finns listade i Catalogue of Life.